# ثوم شبكي
الثوم الشبكي (باللاتينية: Allium dictyoprasum) نوع نباتي عشبي يتبع جنس الثوم من الفصيلة الثومية.

## الموئل والانتشار
النبات واطن في الجزيرة العربية وبلاد الشام وتركيا والقوقاز.